# Joan I de Gravina
Joan I de Gravina (1294 – 5 d'abril del 1336), comte de Gravina (1315–1336), duc de Durazzo (1332–1336) i pretendent al Principat d'Acaia; era el fill petit de Carles II d'Anjou i de Maria Arpad d'Hongria.
Era el germà petit (d'entre altres) de Carles Martell d'Anjou, Saint Lluís de Tolosa, Robert I de Nàpols i Felip I de Tàrent.
El 3 de setembre del 1313 fou nomenat capità general de Calàbria. El 1315 succeí el seu germà Pere I de Gravina com a comte de Gravina, després que el seu germà fos mort en la batalla de Montecatini.

## Disputa pel Principat d'Acaia
El 1306, la princesa d'Acaia Isabel I d'Acaia havia estat desposseïda del Principat d'Acaia per Carles II d'Anjou, pare de Joan I de Gravina, al·legant que les accions d'Isabel I d'Acaia havien estat deslleials i li havia negat l'obediència deguda. Carles II d'Anjou passà els drets sobre el principat al seu fill Felip I de Tàrent, germà de Joan I de Gravina. El 1313 Felip I de Tàrent reconegué els drets de la filla d'Isabel I d'Acaia, Matilda d'Hainaut, i li cedí en feu a condició que es casés amb Lluís de Borgonya.
Però la mort de Lluís de Borgonya el 1316 trastocà els plans de Felip I de Tàrent pel Principat d'Acaia. Aleshores Felip I de Tàrent obligà la vídua Matilda d'Hainaut a casar-se amb Joan I de Gravina, germà petit de Felip I de Tàrent. Davant la negativa d'aquesta, el 1318 fou segrestada i obligada a casar-se amb Joan I de Gravina. El matrimoni, celebrat el març del 1318 fracassà en el seu objectiu, car Matilda d'Hainaut refusà de concedir els seus drets sobre el principat en el seu marit, i a més confessà haver-se casat secretament amb Hugh de La Palisse, raó per la qual el seu casament amb Joan I de Gravina quedava invalidat.
Però de retruc, aquest fet donava nous arguments a Felip I de Tàrent per apoderar-se del principat, car quan Felip I de Tàrent li havia concedit els drets sobre el principat, una de les clàusules exigia que Matilda d'Hainaut no es podia casar sense el consentiment del seu senyor, ço és Felip I de Tàrent. Finalment doncs, aquest s'apoderà del principat i el cedí en feu al seu germà Joan I de Gravina i Matilda d'Hainaut fou empresonada fins a la seva mort al Castel dell'Ovo.

## Segon matrimoni
El 4 de novembre del 1321 Joan I de Gravina es casà amb Agnes de Périgord, filla d'Helie VII de Périgord i Brunissende de Foix. Tingueren quatre fills:
- Carles de Durazzo (1323–1348).
- Lluís I de Gravina (1324–1362), Comte de Gravina
- Robert de Durazzo (1326–1356)
- Esteve de Durazzo (nascut v.1320), mort en una croada a Portugal.

## Conquesta del Principat d'Acaia
El 1325 feu una expedició militar finançada pels Acciaiuoli per tal de conquerir el Principat d'Acaia, aleshores amb una extensió molt reduïda respecte als seus límits originals. Aconseguí de restablir la seva autoritat a Cefalònia i Zante, però li fou impossible de reconquerir Skorta del control del Despotat de Morea, territori de l'Imperi Romà d'Orient.
El 1332 Felip I de Tàrent morí i fou succeït pel seu fill Robert II de Tàrent, qui esdevingué sobirà nominal del Principat d'Acaia. Joan I de Gravina no desitjava jurar fidelitat al seu nebot, raó per la qual bescanvià els drets sobre el Principat d'Acaia pels drets sobre el Regne d'Albània i un préstec de 5.000 unces d'or per a Niccolò Acciaiuoli. A partir d'aquell moment adoptà el títol, no de rei d'Albània, sinó el de duc de Durazzo.
| Joan I de Gravina Primera Dinastia Capet d'Anjou-Sicília(Branca menor de: Dinastia Capet)Naixement: 1294 Mort: 5 d'abril 1336          |                                                            | |
| Títols |                                                            | |
| Precedit per: Pere I de Gravina | Comte de Gravina (Llista de comtes de Gravina) (1315-1336) | Succeït per: Lluís I de Gravina (fill)                                                                                      |
| Precedit per: Lluís I de Borbó (El 1321 Felip I de Tàrent va comprar els drets del Principat, cedint-lo a son germà Joan I de Gravina) | Príncep d'Acaia (Llista de prínceps d'Acaia) (1321-1333)   | Succeït per: Robert II de Tàrent El 1333 bescanvià els drets sobre el Regne d'Albania pels drets sobre el Principat d'Acaia |
| Precedit per: Robert II de Tàrent El 1333 bescanvià els drets sobre el Regne d'Albania pels drets sobre el Principat d'Acaia           | Duc de Durazzo (Llista de ducs de Durazzo) (1332-1336)     | Succeït per: Carles I de Durazzo (fill)                                                                                     |